# Rilke-Gesellschaft
Die Rilke-Gesellschaft ist eine internationale literarische Gesellschaft mit Sitz in Bern. Ihr Ziel ist die «Erforschung, Veröffentlichung und Verbreitung von Werken und Lebenszeugnissen des Dichters Rainer Maria Rilke».
Die Gesellschaft wurde 1971 von Tita von Oetinger, Peter von Roten, Rätus Luck und Georg Luck in Saas-Fee gegründet. Die erste Generalversammlung fand am 2. und 3. Oktober 1971 in Saas-Fee statt. Zum Sitz der Gesellschaft wurde das von Rätus Luck geleitete Rilke-Archiv in der Schweizerischen Landesbibliothek in Bern bestimmt.
Die Gesellschaft richtet im Zweijahresrhythmus Tagungen aus, jeweils an einem für Rilkes Biographie bedeutsamen Ort, sowie in den Jahren zwischen den Tagungen Arbeitstreffen mit Seminarcharakter. Die Tagungen und die Ergebnisse der Arbeitstreffen werden in der seit 1972 erscheinenden Zeitschrift Blätter der Rilke-Gesellschaft dokumentiert. Seit 2005 betreibt die Gesellschaft ein Online-Forum, in dem Fragen rund um Rilkes Leben und Werk besprochen werden können. Sie arbeitet eng mit der Fondation Rilke in Siders und dem Schweizerischen Literaturarchiv in Bern zusammen. Ausserdem ist sie Mitglied der Arbeitsgemeinschaft Literarischer Gesellschaften und Gedenkstätten.
Haben an der Jahresversammlung 1972 nur 26 Personen teilgenommen, zählt die Gesellschaft derzeit 350 Mitglieder in 22 Ländern (Stand: 2024). Die Gesellschaft hat die Rechtsform eines Vereins nach schweizerischem Recht.
Bisherige Präsidenten waren Peter von Roten (1971–1982), Jacob Steiner (1982–1993),  Rätus Luck (1994–2004), August Stahl (2004–??), Erich Unglaub (2014–2021), Torsten Hoffmann (seit 2021).